# GP2

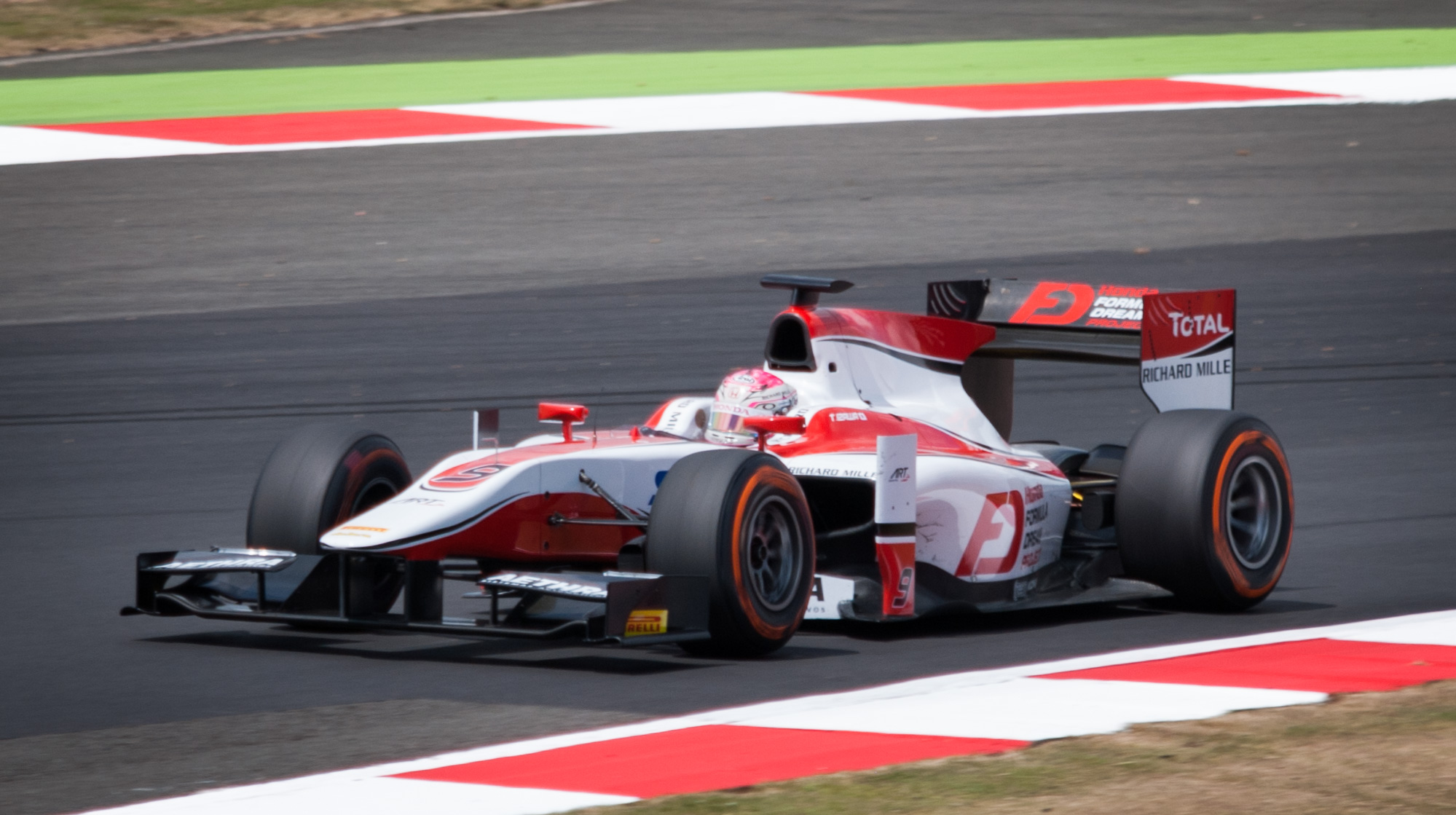
Takuya Izawa GP2 2014 Silverstone

A GP2 formaautó-versenysorozat 2005-ben indult a megszüntetett Formula–3000 utódjaként, így sokáig ez számított a Formula–1 „előszobájának”.
A GP2-ben minden csapatnak ugyanazt a karosszériát, motort és gumit kellett használnia, ezzel mérsékelték a csapatok költségeit, valamint így a versenyzők képességei kerültek előtérbe, és nem a technikai különbségek.
A GP2 versenyeit a Formula–1 európai versenyhétvégéin, azok betétfutamaként rendezték meg. 2017-től a sorozat FIA Formula–2 bajnokság márkanéven futott tovább.

## Az autó
A 2011-es szezonban minden csapat Dallara karosszériát, V8-as Mecachrome Renault motort és Pirelli gumit használ.

### A karosszéria
A Dallara által készített 585 kg-os, szénszálas karosszéria megfelel a Formula–1-et is irányító FIA biztonsági előírásainak.

### A motor
A 2005-ös szezonban a motor egy 4 literes, 612 HP lóerős (10.000 rpm), 500Nm (8000 rpm), V8-as Mecachrome Renault motor. Ezzel egy GP2 versenyautó motorjának a teljesítménye körülbelül 60% egy Formula–1-es motorénak. A szezon kezdete előtti tesztek szerint egy körön belül ez mindössze néhány másodperces lemaradást jelent a régi V8-as F–1-es Renault motorhoz képest. A szabályok szerint egy motort csak 4000 versenyben megtett kilométer után lehet kicserélni. Ezzel is a költségeket, illetve a gazdagabb csapatok előnyét szeretnék csökkenteni.

### A sebességváltó
A GP2-ben hatsebességes, félautomata sebességváltót használnak. Maga a váltó a Formula–1-hez hasonlóan nem botváltó, hanem a kormányon elhelyezett kapcsoló.

### A gumik
A gumikat a Pirelli szállítja. A GP2-ben a Pirelli 3 különböző keveréket, és 2 különböző típust szállít. 1 fajta esőgumi használatos, továbbá 2 fajta slick, kemény és lágy. Versenyenként 3 szett kemény keverékű, 2 szett lágy és 3 szett esőgumi jár. A gumik színjelzései egyeznek a Formula–1-ben használtakkal.

### A többi alkatrész
A kipufogó 8 hengerből áll, és 1 csőben végződik. A féktárcsák szénszálasak, hogy ne kopjanak el olyan gyorsan, és így megfelelnek az FIA szigorú biztonsági előírásainak. Az elektronikai eszközöket a Formula–1-ben is jelen lévő Magneti Marelli szállítja.

### Az autók teljesítménye
A  2011-es modell 6,6 másodperc alatt gyorsul fel 0-ról 200 km/h sebességre. Az autó maximális sebessége 330 km/h (Monzában használt konfiguráció), ezzel ez a leggyorsabb együléses versenyautó a Formula–1-es autók után.

## Pontozási rendszer
2005-2011
- Pole pozíció a szombati versenyre: 2 pont

| Pontrendszer az 1. versenyen | Pontrendszer az 1. versenyen | Pontrendszer az 1. versenyen | Pontrendszer az 1. versenyen | Pontrendszer az 1. versenyen | Pontrendszer az 1. versenyen | Pontrendszer az 1. versenyen | Pontrendszer az 1. versenyen |
| 1.                           | 2.                           | 3.                           | 4.                           | 5.                           | 6.                           | 7.                           | 8.                           |
| ---------------------------- | ---------------------------- | ---------------------------- | ---------------------------- | ---------------------------- | ---------------------------- | ---------------------------- | ---------------------------- |
| 10                           | 8                            | 6                            | 5                            | 4                            | 3                            | 2                            | 1                            |

| 6 | 5 | 4 | 3 | 2 | 1 |

- Leggyorsabb kör: 1 pont minden versenyen. A leggyorsabb kört futott versenyzőnek a versenytáv 90%-át teljesítenie kell és 2008-tól az első tízben kell végeznie.

2012-től
| Pontrendszer az 1. versenyen | Pontrendszer az 1. versenyen | Pontrendszer az 1. versenyen | Pontrendszer az 1. versenyen | Pontrendszer az 1. versenyen | Pontrendszer az 1. versenyen | Pontrendszer az 1. versenyen | Pontrendszer az 1. versenyen | Pontrendszer az 1. versenyen | Pontrendszer az 1. versenyen |
| 1.                           | 2.                           | 3.                           | 4.                           | 5.                           | 6.                           | 7.                           | 8.                           | 9.                           | 10.                          |
| ---------------------------- | ---------------------------- | ---------------------------- | ---------------------------- | ---------------------------- | ---------------------------- | ---------------------------- | ---------------------------- | ---------------------------- | ---------------------------- |
| 25                           | 18                           | 15                           | 12                           | 10                           | 8                            | 6                            | 4                            | 2                            | 1                            |

Az első nyolc helyezett a sprint versenyen a következőképpen kap pontokat:
| Pontrendszer a 2. versenyen | Pontrendszer a 2. versenyen | Pontrendszer a 2. versenyen | Pontrendszer a 2. versenyen | Pontrendszer a 2. versenyen | Pontrendszer a 2. versenyen | Pontrendszer a 2. versenyen | Pontrendszer a 2. versenyen |
| 1.                          | 2.                          | 3.                          | 4.                          | 5.                          | 6.                          | 7.                          | 8.                          |
| --------------------------- | --------------------------- | --------------------------- | --------------------------- | --------------------------- | --------------------------- | --------------------------- | --------------------------- |
| 15                          | 12                          | 10                          | 8                           | 6                           | 4                           | 2                           | 1                           |

A pole pozícióért 4 pont, a versenyeken futott leggyorsabb körért pedig 2 pont jár. Így fordulónként összesen 48 pontot lehet elérni.

## Bajnokok
| Év   | Bajnok                               | Második                                   | Harmadik                                        | Bajnok csapat                   |
| ---- | ------------------------------------ | ----------------------------------------- | ----------------------------------------------- | ------------------------------- |
| 2005 | Nico Rosberg (ART Grand Prix)        | Heikki Kovalainen (Arden International)   | Scott Speed (iSport International)              | ART Grand Prix                  |
| 2006 | Lewis Hamilton (ART Grand Prix)      | Nelson Piquet, Jr. (Piquet Sports)        | Alexandre Prémat (ART Grand Prix)               | ART Grand Prix                  |
| 2007 | Timo Glock (iSport International)    | Lucas di Grassi (ART Grand Prix)          | Giorgio Pantano (Campos Grand Prix)             | iSport International            |
| 2008 | Giorgio Pantano (Racing Engineering) | Bruno Senna (iSport International)        | Lucas di Grassi (Barwa Int. Campos Team)        | Barwa International Campos Team |
| 2009 | Nico Hülkenberg (ART Grand Prix)     | Vitaly Petrov (Barwa Addax Team)          | Lucas di Grassi (Fat Burner Racing Engineering) | ART Grand Prix                  |
| 2010 | Pastor Maldonado (Rapax)             | Sergio Pérez (Barwa Addax Team)           | Jules Bianchi (ART Grand Prix)                  | Rapax                           |
| 2011 | Romain Grosjean (DAMS)               | Luca Filippi (Super Nova/Scuderia Coloni) | Jules Bianchi (Lotus ART)                       | Barwa Addax Team                |
| 2012 | Davide Valsecchi (DAMS)              | Luiz Razia (Arden International)          | Esteban Gutiérrez (Lotus GP)                    | DAMS                            |
| 2013 | Fabio Leimer (Racing Engineering)    | Sam Bird (Russian Time)                   | James Calado (ART Grand Prix)                   | Russian Time                    |
| 2014 | Jolyon Palmer (DAMS)                 | Stoffel Vandoorne (ART Grand Prix)        | Felipe Nasr (Carlin Motorsport)                 | DAMS                            |
| 2015 | Stoffel Vandoorne (ART Grand Prix)   | Alexander Rossi (Racing Engineering)      | Szergej Szirotkin (Rapax)                       | ART Grand Prix                  |
| 2016 | Pierre Gasly (Prema Racing)          | Antonio Giovinazzi (Prema Racing)         | Szergej Szirotkin (ART Grand Prix)              | Prema Racing                    |

## Lásd még
- GP2-es nagydíjak listája
- GP2-es statisztikák
- GP2-es versenyzők listája